# Mistrzostwa Świata U-21 w Piłce Ręcznej Mężczyzn 1999
Mistrzostwa Świata U-21 w Piłce Ręcznej Mężczyzn 1999 – dwunaste mistrzostwa świata U-21 w piłce ręcznej mężczyzn, oficjalny międzynarodowy turniej piłki ręcznej o randze mistrzostw świata organizowany przez IHF mający na celu wyłonienie najlepszej męskiej reprezentacji narodowej złożonej z zawodników do lat dwudziestu jeden. Odbył się w dniach 23 sierpnia – 5 września 1999 roku w Katarze. Tytuł zdobyty w 1997 roku obroniła reprezentacja Danii.

## Faza grupowa

### Grupa A
| 23 sierpnia 199919:00 | Hiszpania U-21 | 24:19(11:7) | Brazylia U-21 | Al-Arabi Hall |
| 23 sierpnia 199919:00 |                | 24:19(11:7) |               | Al-Arabi Hall |

| 23 sierpnia 199921:00 | Szwecja U-21 | 33:27(15:14) | Rosja U-21 | Al-Arabi Hall |
| 23 sierpnia 199921:00 |              | 33:27(15:14) |            | Al-Arabi Hall |

| 24 sierpnia 199919:00 | Szwecja U-21 | 29:23(17:11) | Brazylia U-21 | Al-Arabi Hall |
| 24 sierpnia 199919:00 |              | 29:23(17:11) |               | Al-Arabi Hall |

| 24 sierpnia 199921:00 | Rosja U-21 | 27:20(12:10) | Norwegia U-21 | Al-Arabi Hall |
| 24 sierpnia 199921:00 |            | 27:20(12:10) |               | Al-Arabi Hall |

| 25 sierpnia 199919:00 | Szwecja U-21 | 29:22(12:11) | Norwegia U-21 | Al-Arabi Hall |
| 25 sierpnia 199919:00 |              | 29:22(12:11) |               | Al-Arabi Hall |

| 25 sierpnia 199921:00 | Rosja U-21 | 27:26(12:15) | Hiszpania U-21 | Al-Arabi Hall |
| 25 sierpnia 199921:00 |            | 27:26(12:15) |                | Al-Arabi Hall |

| 27 sierpnia 199919:00 | Hiszpania U-21 | 27:27(15:12) | Norwegia U-21 | Al-Arabi Hall |
| 27 sierpnia 199919:00 |                | 27:27(15:12) |               | Al-Arabi Hall |

| 27 sierpnia 199921:00 | Rosja U-21 | 28:24(15:12) | Brazylia U-21 | Al-Arabi Hall |
| 27 sierpnia 199921:00 |            | 28:24(15:12) |               | Al-Arabi Hall |

| 28 sierpnia 199919:00 | Brazylia U-21 | 25:21(11:8) | Norwegia U-21 | Al-Arabi Hall |
| 28 sierpnia 199919:00 |               | 25:21(11:8) |               | Al-Arabi Hall |

| 28 sierpnia 199921:00 | Szwecja U-21 | 25:21(11:7) | Hiszpania U-21 | Al-Arabi Hall |
| 28 sierpnia 199921:00 |              | 25:21(11:7) |                | Al-Arabi Hall |

### Grupa B
| 23 sierpnia 199919:00 | Francja U-21 | 22:22(11:7) | Węgry U-21 | Qatar Hall |
| 23 sierpnia 199919:00 |              | 22:22(11:7) |            | Qatar Hall |

| 23 sierpnia 199921:00 | Portugalia U-21 | 29:25(14:12) | Chorwacja U-21 | Qatar Hall |
| 23 sierpnia 199921:00 |                 | 29:25(14:12) |                | Qatar Hall |

| 25 sierpnia 199919:00 | Portugalia U-21 | 22:20(13:10) | Węgry U-21 | Qatar Hall |
| 25 sierpnia 199919:00 |                 | 22:20(13:10) |            | Qatar Hall |

| 25 sierpnia 199921:00 | Francja U-21 | 26:23(7:8) | Chorwacja U-21 | Qatar Hall |
| 25 sierpnia 199921:00 |              | 26:23(7:8) |                | Qatar Hall |

| 27 sierpnia 199919:00 | Francja U-21 | 27:20(12:9) | Portugalia U-21 | Qatar Hall |
| 27 sierpnia 199919:00 |              | 27:20(12:9) |                 | Qatar Hall |

| 27 sierpnia 199921:00 | Chorwacja U-21 | 24:20(15:12) | Węgry U-21 | Qatar Hall |
| 27 sierpnia 199921:00 |                | 24:20(15:12) |            | Qatar Hall |

### Grupa C
| 23 sierpnia 199919:00 | Jugosławia U-21 | 32:18(14:9) | Katar U-21 | Khalifa Hall |
| 23 sierpnia 199919:00 |                 | 32:18(14:9) |            | Khalifa Hall |

| 23 sierpnia 199921:00 | Egipt U-21 | 69:7(32:4) | Nowa Zelandia U-21 | Khalifa Hall |
| 23 sierpnia 199921:00 |            | 69:7(32:4) |                    | Khalifa Hall |

| 25 sierpnia 199919:00 | Egipt U-21 | 30:26(13:11) | Katar U-21 | Khalifa Hall |
| 25 sierpnia 199919:00 |            | 30:26(13:11) |            | Khalifa Hall |

| 25 sierpnia 199921:00 | Jugosławia U-21 | 69:5(32:1) | Nowa Zelandia U-21 | Khalifa Hall |
| 25 sierpnia 199921:00 |                 | 69:5(32:1) |                    | Khalifa Hall |

| 27 sierpnia 199919:00 | Katar U-21 | 84:10(43:3) | Nowa Zelandia U-21 | Khalifa Hall |
| 27 sierpnia 199919:00 |            | 84:10(43:3) |                    | Khalifa Hall |

| 27 sierpnia 199921:00 | Egipt U-21 | 28:25(14:14) | Jugosławia U-21 | Khalifa Hall |
| 27 sierpnia 199921:00 |            | 28:25(14:14) |                 | Khalifa Hall |

### Grupa D
| 23 sierpnia 199919:00 | Dania U-21 | 25:20(15:9) | Grecja U-21 | Al Sadd Hall |
| 23 sierpnia 199919:00 |            | 25:20(15:9) |             | Al Sadd Hall |

| 23 sierpnia 199921:00 | Tunezja U-21 | 19:19(11:7) | Izrael U-21 | Al Sadd Hall |
| 23 sierpnia 199921:00 |              | 19:19(11:7) |             | Al Sadd Hall |

| 25 sierpnia 199919:00 | Dania U-21 | 30:15(17:8) | Izrael U-21 | Al Sadd Hall |
| 25 sierpnia 199919:00 |            | 30:15(17:8) |             | Al Sadd Hall |

| 25 sierpnia 199921:00 | Grecja U-21 | 19:19(10:5) | Tunezja U-21 | Al Sadd Hall |
| 25 sierpnia 199921:00 |             | 19:19(10:5) |              | Al Sadd Hall |

| 27 sierpnia 199919:00 | Grecja U-21 | 18:17(10:7) | Izrael U-21 | Al Sadd Hall |
| 27 sierpnia 199919:00 |             | 18:17(10:7) |             | Al Sadd Hall |

| 27 sierpnia 199921:00 | Dania U-21 | 24:19(12:11) | Tunezja U-21 | Al Sadd Hall |
| 27 sierpnia 199921:00 |            | 24:19(12:11) |              | Al Sadd Hall |

## Faza zasadnicza

### Grupa I
| 30 sierpnia 199917:00 | Szwecja U-21 | 22:21(11:11) | Chorwacja U-21 | Al-Arabi Hall |
| 30 sierpnia 199917:00 |              | 22:21(11:11) |                | Al-Arabi Hall |

| 30 sierpnia 199919:00 | Rosja U-21 | 28:27(15:13) | Portugalia U-21 | Al-Arabi Hall |
| 30 sierpnia 199919:00 |            | 28:27(15:13) |                 | Al-Arabi Hall |

| 30 sierpnia 199921:00 | Hiszpania U-21 | 25:24(10:11) | Francja U-21 | Al-Arabi Hall |
| 30 sierpnia 199921:00 |                | 25:24(10:11) |              | Al-Arabi Hall |

| 31 sierpnia 199917:00 | Szwecja U-21 | 24:20(11:8) | Portugalia U-21 | Al-Arabi Hall |
| 31 sierpnia 199917:00 |              | 24:20(11:8) |                 | Al-Arabi Hall |

| 31 sierpnia 199919:00 | Francja U-21 | 25:23(13:13) | Rosja U-21 | Al-Arabi Hall |
| 31 sierpnia 199919:00 |              | 25:23(13:13) |            | Al-Arabi Hall |

| 31 sierpnia 199921:00 | Hiszpania U-21 | 26:21(13:12) | Chorwacja U-21 | Al-Arabi Hall |
| 31 sierpnia 199921:00 |                | 26:21(13:12) |                | Al-Arabi Hall |

| 2 września 199917:00 | Hiszpania U-21 | 24:16(12:6) | Portugalia U-21 | Al-Arabi Hall |
| 2 września 199917:00 |                | 24:16(12:6) |                 | Al-Arabi Hall |

| 2 września 199919:00 | Rosja U-21 | 32:25(18:11) | Chorwacja U-21 | Al-Arabi Hall |
| 2 września 199919:00 |            | 32:25(18:11) |                | Al-Arabi Hall |

| 2 września 199921:00 | Szwecja U-21 | 28:17(12:10) | Francja U-21 | Al-Arabi Hall |
| 2 września 199921:00 |              | 28:17(12:10) |              | Al-Arabi Hall |

### Grupa II
| 30 sierpnia 199917:00 | Jugosławia U-21 | 30:25(15:14) | Grecja U-21 | Khalifa Hall |
| 30 sierpnia 199917:00 |                 | 30:25(15:14) |             | Khalifa Hall |

| 30 sierpnia 199919:00 | Dania U-21 | 26:17(16:8) | Katar U-21 | Khalifa Hall |
| 30 sierpnia 199919:00 |            | 26:17(16:8) |            | Khalifa Hall |

| 30 sierpnia 199921:00 | Egipt U-21 | 29:24(15:12) | Tunezja U-21 | Khalifa Hall |
| 30 sierpnia 199921:00 |            | 29:24(15:12) |              | Khalifa Hall |

| 31 sierpnia 199917:00 | Dania U-21 | 34:19(19:5) | Jugosławia U-21 | Khalifa Hall |
| 31 sierpnia 199917:00 |            | 34:19(19:5) |                 | Khalifa Hall |

| 31 sierpnia 199919:00 | Tunezja U-21 | 24:23(11:8) | Katar U-21 | Khalifa Hall |
| 31 sierpnia 199919:00 |              | 24:23(11:8) |            | Khalifa Hall |

| 31 sierpnia 199921:00 | Egipt U-21 | 29:29(14:14) | Grecja U-21 | Khalifa Hall |
| 31 sierpnia 199921:00 |            | 29:29(14:14) |             | Khalifa Hall |

| 2 września 199917:00 | Jugosławia U-21 | 20:20(8:8) | Tunezja U-21 | Khalifa Hall |
| 2 września 199917:00 |                 | 20:20(8:8) |              | Khalifa Hall |

| 2 września 199919:00 | Grecja U-21 | 31:17(14:7) | Katar U-21 | Khalifa Hall |
| 2 września 199919:00 |             | 31:17(14:7) |            | Khalifa Hall |

| 2 września 199921:00 | Dania U-21 | 29:19(13:7) | Egipt U-21 | Khalifa Hall |
| 2 września 199921:00 |            | 29:19(13:7) |            | Khalifa Hall |

### Mecze o miejsca 13–17
| 30 sierpnia 199919:00 | Brazylia U-21 | 44:9(22:7) | Nowa Zelandia U-21 | Qatar Hall |
| 30 sierpnia 199919:00 |               | 44:9(22:7) |                    | Qatar Hall |

| 30 sierpnia 199921:00 | Izrael U-21 | 22:21(16:10) | Węgry U-21 | Qatar Hall |
| 30 sierpnia 199921:00 |             | 22:21(16:10) |            | Qatar Hall |

| 31 sierpnia 199919:00 | Brazylia U-21 | 27:17(12:8) | Węgry U-21 | Qatar Hall |
| 31 sierpnia 199919:00 |               | 27:17(12:8) |            | Qatar Hall |

| 31 sierpnia 199921:00 | Norwegia U-21 | 73:16(34:9) | Nowa Zelandia U-21 | Qatar Hall |
| 31 sierpnia 199921:00 |               | 73:16(34:9) |                    | Qatar Hall |

| 2 września 199921:00 | Izrael U-21 | 30:30(14:15) | Norwegia U-21 | Qatar Hall |
| 2 września 199921:00 |             | 30:30(14:15) |               | Qatar Hall |

| 3 września 199919:00 | Węgry U-21 | 56:13(30:6) | Nowa Zelandia U-21 | Qatar Hall |
| 3 września 199919:00 |            | 56:13(30:6) |                    | Qatar Hall |

| 3 września 199921:00 | Brazylia U-21 | 21:21(15:7) | Izrael U-21 | Qatar Hall |
| 3 września 199921:00 |               | 21:21(15:7) |             | Qatar Hall |

| 4 września 199913:30 | Izrael U-21 | 55:8(28:4) | Nowa Zelandia U-21 | Qatar Hall |
| 4 września 199913:30 |             | 55:8(28:4) |                    | Qatar Hall |

| 4 września 199916:00 | Norwegia U-21 | 27:21(12:12) | Węgry U-21 | Qatar Hall |
| 4 września 199916:00 |               | 27:21(12:12) |            | Qatar Hall |

## Faza pucharowa
Mecz o 11. miejsce
| 5 września 199912:00 | Chorwacja U-21 | 30:20(14:5) | Katar U-21 | Khalifa Hall |
| 5 września 199912:00 |                | 30:20(14:5) |            | Khalifa Hall |

Mecz o 9. miejsce
| 4 września 199911:00 | Tunezja U-21 | 23:22(9:9) | Portugalia U-21 | Khalifa Hall |
| 4 września 199911:00 |              | 23:22(9:9) |                 | Khalifa Hall |

Mecz o 7. miejsce
| 4 września 199913:30 | Rosja U-21 | 27:22(15:13) | Grecja U-21 | Khalifa Hall |
| 4 września 199913:30 |            | 27:22(15:13) |             | Khalifa Hall |

Mecz o 5. miejsce
| 4 września 199916:00 | Jugosławia U-21 | 26:23(11:12) | Hiszpania U-21 | Khalifa Hall |
| 4 września 199916:00 |                 | 26:23(11:12) |                | Khalifa Hall |

Mecze o 1. miejsce
|  |                        |              |              |                        |    |            |            |       |
|  | Półfinały              | Półfinały    | Półfinały    |                        |    | Finał      | Finał      | Finał |
|  | Półfinały              | Półfinały    | Półfinały    |                        |    | Finał      | Finał      | Finał |
|  | 04 września 1999 18:30 |              |              |                        |    |            |            |       |
|  |                        |              |              |                        |    |            |            |       |
|  | Dania U-21             | Dania U-21   | 18           |                        |    |            |            |       |
|  | Dania U-21             | Dania U-21   | 18           | 05 września 1999 16:30 |    |            |            |       |
|  | Francja U-21           | Francja U-21 | 13           |                        |    |            |            |       |
|  | Francja U-21           | Francja U-21 | 13           |                        |    | Dania U-21 | Dania U-21 | 26    |
|  | 04 września 1999 21:00 |              |              |                        |    | Dania U-21 | Dania U-21 | 26    |
|  |                        |              | Szwecja U-21 | Szwecja U-21           | 22 |            |            |       |
|  | Szwecja U-21           | Szwecja U-21 | Szwecja U-21 | Szwecja U-21           | 22 | 23         |            |       |
|  | Szwecja U-21           | Szwecja U-21 |              |                        |    |            |            |       |
|  | Egipt U-21             | Egipt U-21   | 21           |                        |    |            |            |       |
|  | Egipt U-21             | Egipt U-21   | 21           | Mecz o 3. miejsce      |    |            |            |       |
|  |                        |              |              |                        |    |            |            |       |
|  | 05 września 1999 14:00 |              |              |                        |    |            |            |       |
|  |                        |              |              |                        |    |            |            |       |
|  | Egipt U-21             | Egipt U-21   | 32           |                        |    |            |            |       |
|  | Egipt U-21             | Egipt U-21   | 32           |                        |    |            |            |       |
|  | Francja U-21           | Francja U-21 | 31           |                        |    |            |            |       |
|  | Francja U-21           | Francja U-21 | 31           |                        |    |            |            |       |

| 4 września 199918:30 | Dania U-21 | 18:13(8:6) | Francja U-21 | Khalifa Hall |
| 4 września 199918:30 |            | 18:13(8:6) |              | Khalifa Hall |

| 4 września 199921:00 | Szwecja U-21 | 23:21(14:1) | Egipt U-21 | Khalifa Hall |
| 4 września 199921:00 |              | 23:21(14:1) |            | Khalifa Hall |

| 5 września 199916:30 | Dania U-21 | 26:22(13:9) | Szwecja U-21 | Khalifa Hall |
| 5 września 199916:30 |            | 26:22(13:9) |              | Khalifa Hall |

| 5 września 199914:00 | Egipt U-21 | 32:31(15:13) | Francja U-21 | Khalifa Hall |
| 5 września 199914:00 |            | 32:31(15:13) |              | Khalifa Hall |

## Klasyfikacja końcowa
| Miejsce | Reprezentacja      |
| ------- | ------------------ |
| złoto   | Dania U-21         |
| srebro  | Szwecja U-21       |
| brąz    | Egipt U-21         |
| 4       | Francja U-21       |
| 5       | Jugosławia U-21    |
| 6       | Hiszpania U-21     |
| 7       | Rosja U-21         |
| 8       | Grecja U-21        |
| 9       | Tunezja U-21       |
| 10      | Portugalia U-21    |
| 11      | Chorwacja U-21     |
| 12      | Katar U-21         |
| 13      | Brazylia U-21      |
| 14      | Izrael U-21        |
| 15      | Norwegia U-21      |
| 16      | Węgry U-21         |
| 17      | Nowa Zelandia U-21 |